# Іфігенія в Тавриді (опера Кампри)
«Іфігенія в Тавриді» (фр. Iphigénie en Tauride) — музична трагедія на 5 дій з прологом, створена спільно французькими композиторами Анрі Демаре і Андре Кампра. Автор лібрето — Жозеф-Франсуа Дюш де Вансі за участю Антуана Данше. Демаре почав роботу над оперою близько 1696 року, але залишив її через вимушену втечу до Брюсселя у 1699 році. Кампра разом зі своїм лібретистом Данше продовжив роботу, додавши пролог і написавши велику частину п'ятого акту, по дві арії для першого і четвертого акту, по одній арії для другого та третього акту. В основі опери — трагедія Евріпіда «Іфігенія в Тавриді».

## Історія постановок
Опера була вперше представлена публіці трупою Паризької національної опери в театрі Пале-рояль 6 травня 1704 року. Партію Іфігенії виконала Франсуаза Журне, партію Ореста — Габріель-Висен Тевенар. Перші постановки були сприйняті публікою прохолодно, проте протягом XVIII століття опера неодноразово поновлювався, остання постановка відбулася у 1762 році.

## Дійові особи
| Персонаж               | Голос         |
| ---------------------- | ------------- |
| Організатор ігор/Океан | бас-баритон   |
| Діана                  | сопрано       |
| Житель Делоса          | контратенор   |
| Іфігенія               | сопрано       |
| Електра                | сопрано       |
| Орест                  | високий бас   |
| Пілад                  | контратенор   |
| Тритон                 | контратенор   |
| Фоант                  | бас           |
| Ісменіда               | сопрано       |
| Жрець                  | тенор-баритон |